# Johann Brait
Johann Brait (* 9. Oktober 1937 in Münzkirchen) ist ein österreichischer Landwirt und Politiker (ÖVP). Er war von 1984 bis 1997 Abgeordneter zum Oberösterreichischen Landtag.

## Leben
Brait, drittes Kind einer Münzkirchener Bauernfamilie, besuchte ab 1960 die Landwirtschaftliche Fachschule Otterbach in St. Florian am Inn. 1965 legte er die Meisterprüfung ab und übernahm den elterlichen Hof. Er ist seit 1962 verheiratet und hat fünf Kinder; einer seiner Söhne ist der Bürgermeister der Gemeinde St. Florian am Inn, Bernhard Brait.

## Politik
Brait war seit Dezember 1984 Abgeordneter zum Oberösterreichischen Landtag, wo er für Josef Landlinger nachrückte. In der XXIV. Gesetzgebungsperiode ab 1991 war Brait Obmann des Ausschusses für volkswirtschaftliche Angelegenheiten sowie Mitglied im Ausschuss für Bau- und Straßenangelegenheiten und im EU- und Integrationsausschuss; zudem war er Klubobmann-Stellvertreter im ÖVP-Landtagsklub. Nachdem 1995 der bisherige Klubobmann Franz Hiesl als Landesrat in die Landesregierung berufen worden war, übernahm Brait dessen Funktion. 1997 schied er mit dem Ende der XXIV. Gesetzgebungsperiode aus dem Landtag aus.
Daneben war Brait ab 1985 Bezirksobmann des Bauernbundes in Schärding sowie Obmann der Bezirksbauernkammer Schärding. Von 1999 bis 2014 war er Bezirks-Altbauernobmann, von 2013 bis 2017 Obmann des Seniorenbundes St. Florian am Inn.

## Auszeichnungen
- Goldenes Ehrenzeichen des Landes Oberösterreich